# Hilgard O’Reilly Sternberg
Hilgard O’Reilly Sternberg (Rio de Janeiro, 5 de julho de 1917 – Fremont, 2 de março de 2011) foi um geógrafo, pesquisador e professor universitário brasileiro, naturalizado norte-americano. 
Grande Oficial da Ordem Nacional do Mérito Científico e membro da Academia Brasileira de Ciências, Sternberg é considerado o pai da geografia amazônica e um pioneiro nas pesquisas das questões ambientais no Brasil.
Sternberg foi um dos representantes mais excepcionais da pesquisa sobre as condições naturais e humanas das regiões das florestas tropicais da Amazônia, onde ele reconheceu que apenas por meio de um método holístico seria possível a pesquisa sobre os conflitos humanidade e meio ambiente existentes do Brasil. Sua carreira foi marcada por contribuições significativas à geografia física e ambiental, especialmente em relação à região amazônica. Além disso, atuou como professor na Universidade da Califórnia em Berkeley, onde continuou suas pesquisas e orientou diversos estudantes em temas relacionados à Amazônia e ao Brasil.

## Biografia
Sternberg nasceu na capital fluminense, em 1917. Era filho de pai alemão e mãe irlandesa que imigraram para o Brasil alguns anos antes. Seu nome é uma homenagem a uma pessoa que seu pai admirava, o pioneiro cientista do solo Eugene W. Hilgard, chefe do departamento de agricultura da Universidade da Califórnia em Berkeley no século XIX.
Após obter os títulos de bacharel (1940) e mestre (1941) ambos em geografia e em história pela Universidade do Brasil, que mais tarde foi renomeada para Universidade Federal do Rio de Janeiro, ele prosseguiu com os estudos de pós-graduação na Universidade da Califórnia em Berkeley e na Universidade do Estado da Luisiana (LSU), antes de ser chamado de volta ao Brasil para assumir o cargo de chefe do departamento de geografia e história. Posteriormente, obteve o título de doutor pela LSU em 1956 com uma tese sobre o rio Mississippi, e o título de doutor em geografia pela Universidade do Brasil em 1958.
Em Berkeley, ele foi influenciado pela abordagem holística do estudo do impacto da humanidade sobre o meio ambiente, que foi exemplificada pelo renomado geógrafo Carl Sauer. Demonstrando uma profunda preocupação com a destruição da diversidade da Terra, Sauer enfatizava a necessidade de uma “administração responsável” (ou "gestão consciente") do planeta por parte dos seres humanos. Sternberg teve seu primeiro contato com a Amazônia em 1944, após retornar ao Brasil. Ele dedicou grande parte de sua vida profissional a essa região, publicando muitos artigos e livros sobre o tema.
Depois de seus primeiros trabalhos sobre a didática da geografia, sobre planejamento, organização e realização de trabalhos de campo e sobre a sistematização de observações no campo, em 1946, Sternberg se ocupou com as inundações e movimentos coletivos do solo no Vale do Paraíba como exemplo da exploração destrutiva das terras, em 1949, um trabalho que por décadas ainda era citado por sua clara análise dos problemas ambientais. Por ter frequentado a escola alemã no Rio de Janeiro, lhe foi possível interagir intensamente com a pesquisa geográfica alemã, cujas publicações tradicionais ele já havia estudado junto a Carl Sauer em Berkeley, como também os novos estudos publicados nas revistas especializadas alemãs as tornando conhecidas no Brasil.
Em 1956, Sternberg foi secretário-executivo da União Geográfica Internacional e organizou o Congresso Geográfico Internacional no Rio de Janeiro, o primeiro desse tipo realizado em uma nação tropical. Em 1963, organizou e liderou um projeto que reuniu a Universidade do Brasil, a Marinha do Brasil e o Serviço Geológico dos Estados Unidos para, pela primeira vez, medir o fluxo de água e sedimentos no rio Amazonas. Na década de 1990, ele começou a estudar as causas e a importância dos incêndios florestais na Amazônia, como aqueles que espalhavam uma camada de fumaça sobre a região após períodos de seca.
Sternberg foi professor emérito da Universidade Federal do Rio de Janeiro e professor visitante em universidades de Heidelberg, Pequim, México e Estocolmo, entre outros locais. Ele recebeu a Berkeley Citation em 1988 e o título de Doutor Honoris Causa pela Universidade de Toulouse em 1964.

## Vida pessoal
Sternberg era casado com Carolina da Silveira Lobo Sternberg, com quem teve os filhos Hilgard O’Reilly Sternberg Jr., de San Francisco, Ricardo Sternberg, de Toronto, Canadá, e Leonel Sternberg, de Miami, Flórida; e as filhas Maria Ines Mangiola, de Fremont, Califórnia, e Cristina Rausch, de Martinez, Califórnia.

## Morte
Sternberg morreu em 2 de março de 2011, aos 93 anos, em Fremont, na Califórnia, de causas naturais.